# Campionati mondiali di sollevamento pesi 2024 - 61 kg maschile
Le gare di sollevamento pesi della categoria fino a 61 kg maschile — pesi gallo — dei campionati mondiali del 2024 si sono svolte il 7 dicembre 2024 a Manama presso il Weightlifting Marquee Venue.

## Programma
L'orario indicato corrisponde a quello bahreinita (UTC+03:00)
| Data            | Orario | Evento   |
| --------------- | ------ | -------- |
| 7 dicembre 2024 | 15:00  | Gruppo B |
| 7 dicembre 2024 | 20:00  | Gruppo A |

## Medagliati
Per ciascun esercizio, i primi tre classificati sono i seguenti:
| Esercizio | Oro           | Oro    | Argento              | Argento | Bronzo               | Bronzo |
| --------- | ------------- | ------ | -------------------- | ------- | -------------------- | ------ |
| Strappo   | Pak Myong-jin | 132 kg | Nguyễn Trần Anh Tuấn | 131 kg  | Garnik Cholakyan     | 131 kg |
| Slancio   | Pak Myong-jin | 173 kg | Aniq Kasdan          | 166 kg  | Wei Haixian          | 160 kg |
| Totale    | Pak Myong-jin | 305 kg | Aniq Kasdan          | 296 kg  | Nguyễn Trần Anh Tuấn | 291 kg |

## Record
Prima di questa competizione, i record mondiali esistenti erano i seguenti:
| Record mondiale | Strappo | Li Fabin       | 146 kg | Phuket, Thailandia  | 2 aprile 2024     |
| Record mondiale | Slancio | Hampton Morris | 176 kg | Phuket, Thailandia  | 2 aprile 2024     |
| Record mondiale | Totale  | Li Fabin       | 318 kg | Pattaya, Thailandia | 19 settembre 2019 |

## Risultati
| Pos. | Atleta                            | Gr. | Peso atleta | Strappo (kg) | Strappo (kg) | Strappo (kg) | Strappo (kg) | Slancio (kg) | Slancio (kg) | Slancio (kg) | Slancio (kg) | Totale   |
| Pos. | Atleta                            | Gr. | Peso atleta | 1            | 2            | 3            | Pos.         | 1            | 2            | 3            | Pos.         | Totale   |
| ---- | --------------------------------- | --- | ----------- | ------------ | ------------ | ------------ | ------------ | ------------ | ------------ | ------------ | ------------ | -------- |
|      | Pak Myong-jin (PRK)               | A   | 60.20       | 129          | 132          | 132          |              | 165          | 169          | 173          |              | 305      |
|      | Aniq Kasdan (MAS)                 | A   | 60.90       | 125          | 130          | 130          | 4            | 165          | 166          | 172          |              | 296      |
|      | Nguyễn Trần Anh Tuấn (VIE)        | A   | 60.96       | 128          | 129          | 131          |              | 156          | 160          | 163          | 4            | 291      |
| 4    | Wei Haixian (CHN)                 | A   | 60.94       | 128          | 131          | 132          | 5            | 160          | 166          | 167          |              | 288      |
| 5    | Kao Chan-hung (TPE)               | A   | 61.00       | 122          | 125          | 127          | 9            | 151          | 156          | 158          | 5            | 283      |
| 6    | Goderdzi Berdelidze (GEO)         | A   | 61.00       | 125          | 130          | 131          | 8            | 145          | 152          | 157          | 6            | 282      |
| 7    | Garnik Cholakyan (ARM)            | B   | 61.00       | 120          | 125          | 130          |              | 150          | 155          | 155          | 7            | 280      |
| 8    | Hashem Al-Khadrawi (KSA)          | B   | 60.90       | 111          | 115          | 118          | 11           | 138          | 142          | 144          | 8            | 262      |
| 9    | Pavlo Zalipskyi (UKR)             | B   | 61.00       | 120          | 120          | 123          | 10           | 138          | 141          | 144          | 9            | 261      |
| 10   | Deniz Danev (BUL)                 | B   | 60.34       | 100          | 105          | 110          | 13           | 130          | 135          | 140          | 10           | 245      |
| 11   | Mohammad bin Haji Abu Bakar (BRU) | B   | 61.00       | 98           | 101          | 104          | 14           | 128          | 128          | 132          | 12           | 232      |
| 12   | Ricardo Mendonça (POR)            | B   | 60.66       | 95           | 95           | 100          | 15           | 115          | 118          | 130          | 13           | 213      |
| 13   | Fahad Al-Otaibi (KUW)             | B   | 60.76       | 88           | 93           | 93           | 16           | 117          | 117          | 123          | 14           | 205      |
| —    | Ricko Saputra (INA)               | A   | 60.82       | 127          | 127          | 131          | 6            | 157          | 157          | 160          | —            | —        |
| —    | Trịnh Văn Vinh (VIE)              | A   | 61.00       | 123          | 123          | 126          | 7            | 161          | 161          | 161          | —            | —        |
| —    | Arley Calderón (CUB)              | A   | 61.00       | 116          | 121          | 121          | 12           | 158          | 158          | 158          | —            | —        |
| —    | Lee Hye-seong (KOR)               | A   | 61.00       | 127          | 129          | 130          | —            | 140          | —            | —            | 11           | —        |
| —    | Lamin Kamara (SLE)                | B   | ritirati    | ritirati     | ritirati     | ritirati     | ritirati     | ritirati     | ritirati     | ritirati     | ritirati     | ritirati |
| —    | Elsayed Aly (EGY)                 | B   | ritirati    | ritirati     | ritirati     | ritirati     | ritirati     | ritirati     | ritirati     | ritirati     | ritirati     | ritirati |
| —    | Morea Baru (PNG)                  | B   | ritirati    | ritirati     | ritirati     | ritirati     | ritirati     | ritirati     | ritirati     | ritirati     | ritirati     | ritirati |